# Oeconesus lobatus
Oeconesus lobatus är en nattsländeart som beskrevs av Keith A.J. Wise 1958. Oeconesus lobatus ingår i släktet Oeconesus och familjen Oeconesidae. Inga underarter finns listade i Catalogue of Life.